# 岩浪洋三
岩浪 洋三（いわなみ ようぞう、1933年5月30日 - 2012年10月5日）は、日本のジャズ評論家。尚美学園大学大学院芸術情報研究科・音楽表現専攻客員教授。

## 人物
- 愛媛県松山市生まれ。愛媛県立松山東高等学校をへて、松山商科大学（現・松山大学）卒業。愛媛県内の労音事務局長代理を務めた後、1957年に上京し、『スイングジャーナル』編集長となる。
- 1965年から、フリーランスのジャズ、ポピュラーを専門とする音楽評論家として、雑誌、新聞で執筆活動。そのほかテレビ、ラジオにも出演。日本ジャズ賞（スイングジャーナル主催）選考委員長を務める[2]。
- 東京芸術大学、桐朋学園大学講師を経て、尚美学園大学大学院の芸術情報学部客員教授に就任。また、武蔵野外語専門学校講師として、「ジャズと英語」等のユニークなテーマで講義[3][4]。
- 2009年、「これがジャズ史だ ―その嘘と真実」（朔北社、2008年）がミュージック・ペンクラブ賞受賞。
- ミュージック・ベンクラブ・ジャパン（1966年、「音楽執筆者協議会」として発足）会長。日本ポピュラー音楽学会会員[5]。早稲田大学オープン・カレッジ講師。
- 2012年10月5日、心不全のために死去[6]。79歳没。

## 著作
- モダン・ジャズの世界（荒地出版社、1969年）
- ぼく自身のためのジャズ（渡辺貞夫との共著、荒地出版社、1969年）
のち（日本図書センター〈人間の記録〉、2011年）
- ジャズの前衛を求めて（荒地出版社、1970年）
- マイルス・デイビスの世界（荒地出版社、1971年）
- ジャズ・ヴォーカルへの招待（荒地出版社、1975年）
- モダン・ジャズの系譜（荒地出版社、1977年）
- モダン・ジャズ入門（荒地出版社、1978年）
- 渡辺貞夫読本（荒地出版社、1980年）
- モダン・ジャズの名盤（東京白河書院、1980年）
- ジャズの名演奏家たち（東京白河書院、1981年）
- スウィング（浅井英雄との共著、荒地出版社、1981年）
- 日本のジャズメン（大陸書房、1982年）
- アメリカ・ジャズ・ガイド（東京白河書院、1982年）
- ジャズの名盤を聴く. スウィングからモダンへ（誠文堂新光社、1982年）
- ジャズの名盤を聴く. モダン・ジャズの新しい展開（誠文堂新光社、1982年）
- 今日的ジャズ談義（荒地出版社、1982年）
- ジャズの名盤を聴く. 現代から未来へ（誠文堂新光社、1983年）
- ジャズの名盤を聴く. 激動の現代ジャズ（誠文堂新光社、1983年）
- モダン・ジャズの世界（河出書房新社、1984年）
- 世界のエンタテイナー（誠文堂新光社、1985年）
- ジャズ・ヴォーカルのスタアたち（荒地出版社、1985年）
- ジャズを観る（音楽之友社、1987年）
- ニューヨークJazzガイド（旺文社、1987年）
- Jazz giants（主婦の友社、1989年）
- Jazz CDで聴く名盤・名演658（日本文芸社、1990年）
- ジャズ地獄への招待状（径書房、1992年）
- こだわりjazzノート（立風書房、1993年）
- モダン・ジャズの名演名盤（立風書房、1995年）
- 100枚のジャズ・ヴォーカル（大橋巨泉との共著、愛育社、1998年）
- JazzこだわりCD 668（日本文芸社、2000年）
- ジャズ・ヴォーカルの名唱名盤（立風書房、2000年）
- ジャズ・ヴォーカル名盤100（大橋巨泉との共著、講談社〈講談社＋α文庫〉、2002年）
- ジャズCD必聴盤!わが生涯の200枚（講談社〈講談社＋α新書〉、2006年）
- これがジャズ史だ ― その嘘と真実（朔北社、2008年）

## テレビ出演
- NHK『特集 東京JAZZプレイバック』（2004年9月4日）
- テレビ東京系『開運!なんでも鑑定団』（2005年5月17日、同年7月3日、2007年1月9日）
- テレビ東京系『ソロモン流』（2008年2月3日）[7]

## ラジオ出演
- ミュージックバード『ジャズ喫茶「MUSIC BIRD」（旧PCMジャズ喫茶）』レギュラー出演（2003年～2012年）

## 関連人物
- 久保田二郎
- 植草甚一
- 野口久光
- 白洲正子
- 池波正太郎
- 森敦
- 天野祐吉
- 寺坂公雄
- 和田誠
- 穐吉敏子